# シーガル幕張
シーガル幕張（シーガルまくはり、英語: Sea Gull Makuhari）は、京成バスが新都心・幕張線で運行している連節バスの愛称である。本項では、「シーガル幕張」の愛称がなかった初代連節バスも含め、京成バスの連節バスについて説明する。

## 導入経緯
JR総武線及び京成千葉線の幕張本郷駅と幕張新都心地域を結ぶ「新都心・幕張線」は、1985年に幕張本郷駅〜免許センター間が開通した後、延伸と系統新設により、ビジネスエリアを経由してJR京葉線海浜幕張駅までを結ぶ路線となった。首都圏各地から幕張新都心地域へのアクセスは当初、海浜幕張駅から徒歩で行く需要の方が多いと想定されていたが、実際にはそれに反して幕張本郷駅からのアクセスの需要が想定以上に多かった。これに対応するため、増便を繰り返して輸送力を増強してきたものの、駅前広場の構造的な制約上、増便に限界がある上に幕張新都心地域の将来的な就業人口増加が見込まれたことに加え、当時の運輸省により「連節バスの構造要件」が通達され、連節バスが一般路線バスとしても運行可能となったことを受け「幕張新都心地域BRT事業」にて1998年に一般路線バスとして日本で初めて連節バスを導入した。

## 歴代車両

### 初代

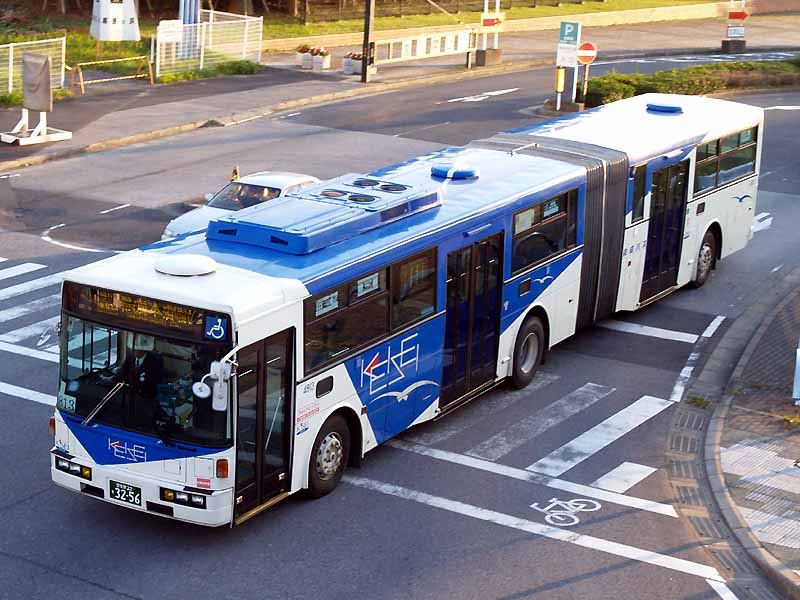
初代連節バス（幕張海浜公園）

初代連節バスは1985年に行われた国際科学技術博覧会で導入されたものと同じく富士重工業（現・SUBARU）の製造した車体にボルボ製のシャーシ「ボルボ・B10M」を使用した車両で、計10両が導入された。全長18ｍ、定員140名。後部車両の車輪がカーブに応じて操舵される機構を持っているため、車体が長いにもかかわらず内輪差・回転半径による占有面積は一般の大型バスと同等となっている。また、中央にある連節部の室内床面は直径約2ｍのターンテーブルによって接合されており、坂道走行時にも床面の段差がほとんど生じないようになっている。老朽化の他、排ガス規制によって使用期限が2010年までとなったことから、2代目と置き換わる形で2010年をもって全車が引退した。引退後は売却され、京成バスの公式サイトにて売却先を募っていた。その結果、一部がジェイアールバス関東といわさきバスネットワーク（現・鹿児島交通）に譲渡され、ジェイアールバス関東は福島県白河市にある東日本旅客鉄道総合研修センターへの社員送迎バスとして使用されていたが現在は廃車になっている。いわさきバスネットワークに譲渡された車両は、バス事業譲渡先の鹿児島交通に車両が移籍後、鹿児島寄港のクルーズ船乗客輸送用に運行されたものの、一般路線での運行実績は無く、車庫に留置されていたが、2024年頃に廃車となった。

### 2代目

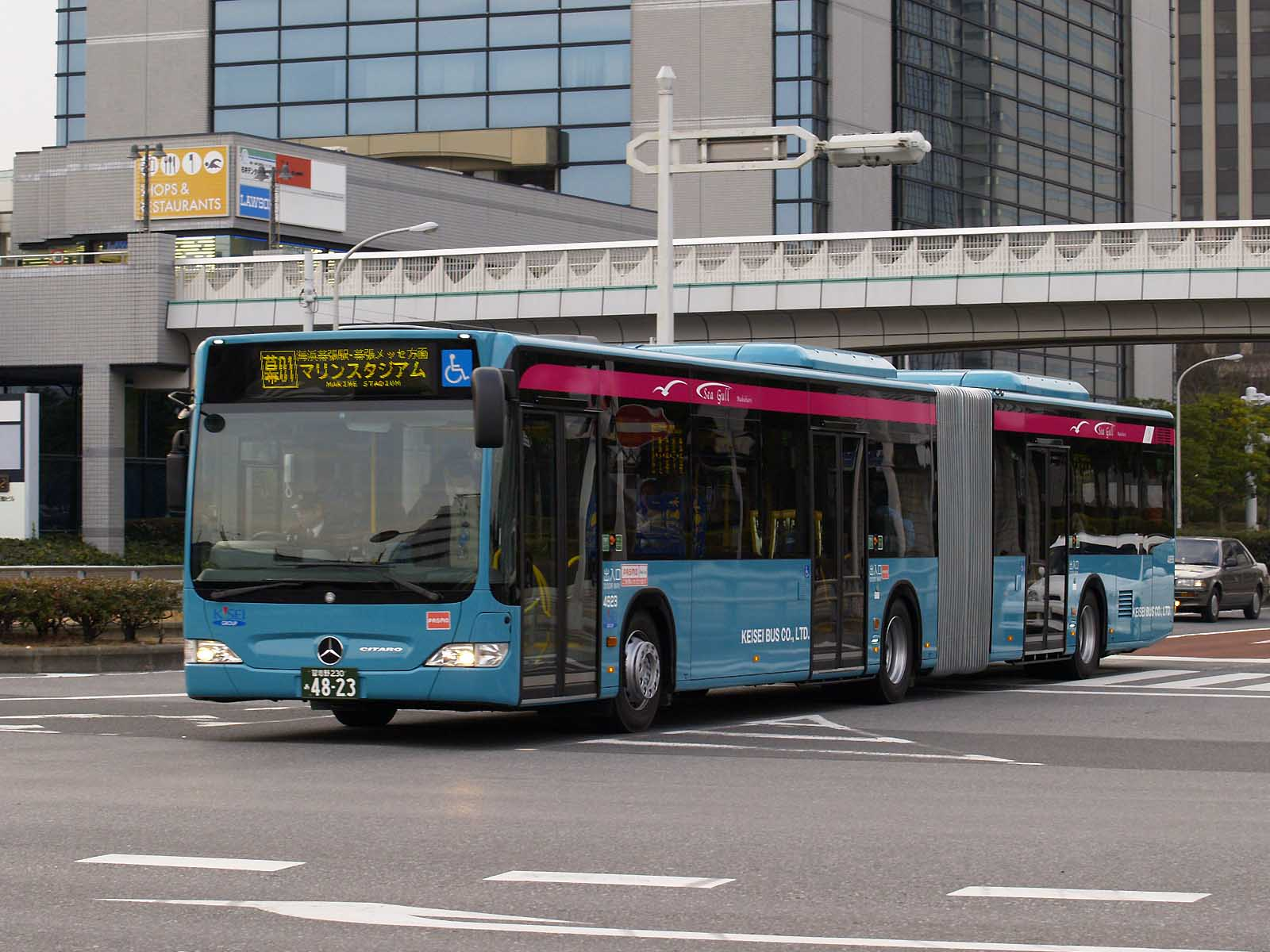
2代目連節バス「メルセデス・ベンツ・シターロ」（海浜幕張駅交差点）

2代目の連節バスにはメルセデス・ベンツ製のシターロが導入された。連節バス車内での鉄道運行情報提供や、ICカード利用による2列同時乗車といった日本初のシステムが多く採用されている。ベンツの純正カラーの一つであるJADEITE GREENを基調としており、「シーガル幕張」という愛称がついた。2010年2月に初代の置き換え用として10両が導入され、同年12月には5両が増備された。地活法に基づく補助金と自動車事故対策費補助金を利用して導入した。

### 3代目

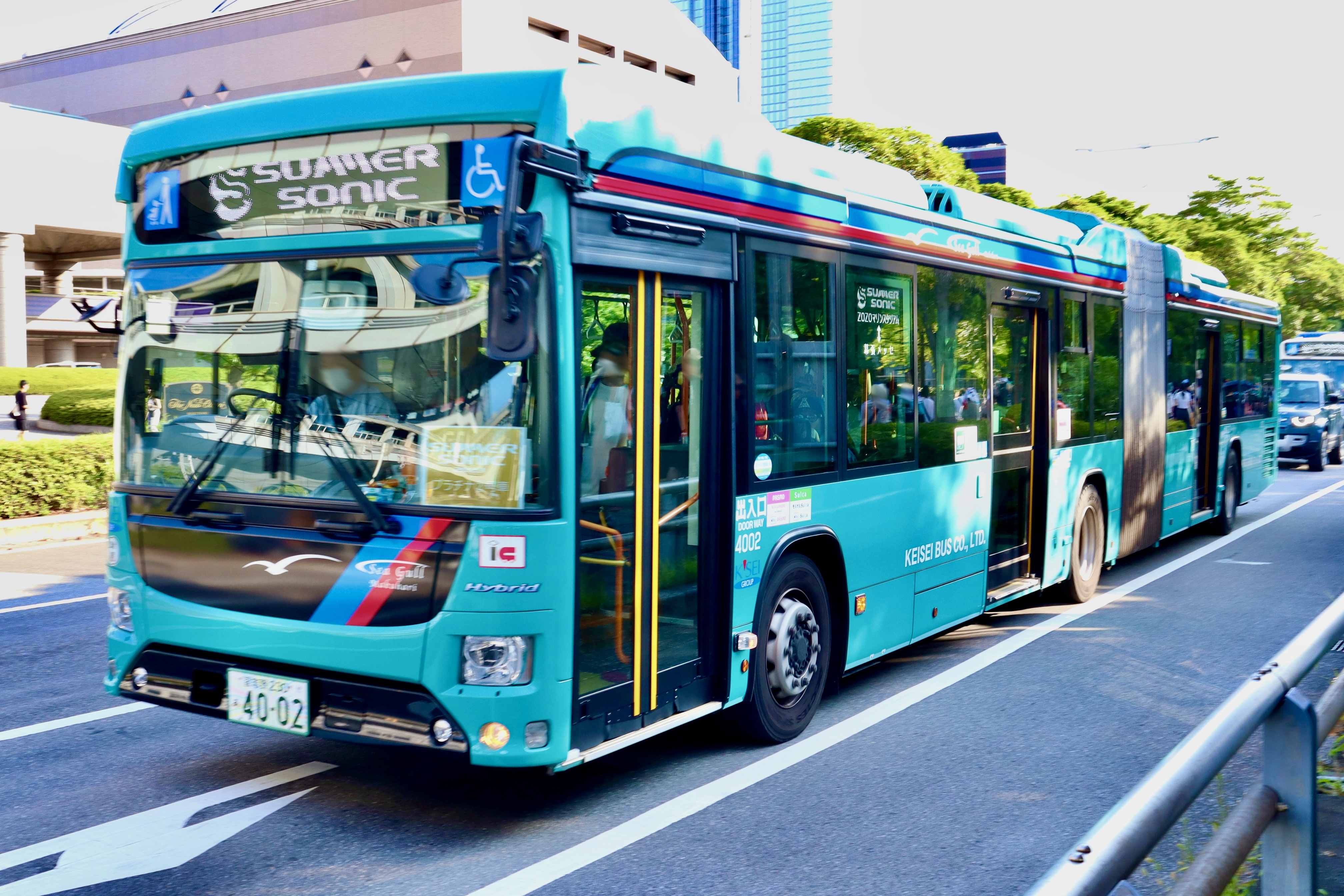
3代目連節バス「日野・ブルーリボンハイブリッド連節バス」

3代目の連節バスには日野自動車といすゞ自動車が共同開発した「日野・ブルーリボンハイブリッド連節バス」が導入された。乗車定員は座席38名、立席74名、運転席1名の計113名。2代目の愛称「シーガル幕張」とJADEITE GREENを基調としたボディカラーを踏襲している。また、「ドライバー異常時対応システム（EDSS）」などの安全装置も備わっている。2021年3月30日にデビューした。